# Kanton Andelot-Blancheville
Andelot-Blancheville is een voormalig kanton van het Franse departement Haute-Marne. Het kanton maakte deel uit van het arrondissement Chaumont. Het werd opgeheven bij decreet van 17 februari 2014, met uitwerking op 22 maart 2015. De gemeenten werden opgenomen in het nieuwe kanton Bologne, met uitzondering van de gemeente Forcey die werd opgenomen in het kanton Nogent.

## Gemeenten
Het kanton Andelot-Blancheville omvatte de volgende gemeenten:
- Andelot-Blancheville (hoofdplaats)
- Bourdons-sur-Rognon
- Briaucourt
- Chantraines
- Cirey-lès-Mareilles
- Consigny
- Darmannes
- Ecot-la-Combe
- Forcey
- Mareilles
- Montot-sur-Rognon
- Reynel
- Rimaucourt
- Rochefort-sur-la-Côte
- Signéville
- Vignes-la-Côte